# Ein Tag im Schnee
Ein Tag im Schnee (englischer Originaltitel The Snowy Day) ist ein Bilderbuch des US-amerikanischen Kinderbuchautors und Illustrators Ezra Jack Keats aus dem Jahr 1962. Die deutsche Erstausgabe wurde 1979 beim Verlag St. Gabriel veröffentlicht.

## Inhalt
Der kleine Peter wacht eines Morgens auf und sieht durchs Fenster, dass es geschneit hat. Nach dem Frühstück läuft er in seinem orangefarbenen Schneeanzug nach draußen, um im und mit dem Schnee zu spielen: Er macht Spuren und Engelsfiguren im Schnee, baut einen Schneemann, klettert auf einen Schneehügel und rutscht hinunter. Als er nach Hause geht, nimmt er einen großen Schneeball in seiner Jackentasche mit. Seiner Mutter erzählt er von all seinen Abenteuern im Schnee. Als er in seiner Jackentasche nach dem Schneeball sieht, ist dieser zu seinem Leidwesen nicht mehr da. In der Nacht träumt er, dass die Sonne den ganzen Schnee schmilzt. Doch als er am nächsten Tag aufwacht, ist der Schnee noch immer da, ja es schneit sogar neuerlich. Gemeinsam mit einem Freund aus der Nachbarschaft erkundet er nach dem Frühstück aufs Neue die wunderbare Winterlandschaft.

## Rezeption
Kaylee Davis schreibt in ihrer Rezension: „Dies ist eine einfache, zeitlose Geschichte, an die sich Kinder ein Leben lang erinnern werden. Zum Charme der Geschichte tragen auch die Illustrationen von Keats bei, die in seinem unverwechselbaren Stil mit Cut-Outs, Aquarellfarben und Collagen gestaltet sind und auffallend schöne Kunstwerke ergeben.“ Die Schauspielerin Whoopie Goldberg meinte über Ein Tag im Schnee: „Als meine Tochter klein war und wir in der Bibliothek nach einem Buch suchten, war Ein Tag im Schnee das erste Buch, das uns der Bibliothekar vorschlug. Es wurde zu einem ihrer Lieblingsbücher, und später, bei ihren eigenen Kindern, wurde es deren Lieblingsbuch. Erst Jahre später fand ich heraus, warum: Das Tolle an Kinderbüchern wie Ein Tag im Schnee ist, dass diese Figuren für Kinder keine Hautfarben widerspiegeln.“ Der Schauspieler Ben Stiller meinte über dieses Buch: „Als ich in den 1970er Jahren in New York aufwuchs, war Schnee magisch. Als er fiel, wurde die Stadt geschlossen. Es wurde ruhig und schön. Und vor allem: Keine Schule! Als ich als Kind in der Upper West Side von Manhattan The Snowy Day las, hatte ich eine natürliche Verbindung zu Peter in seinem kultigen orangefarbenen Schneeanzug, zu seiner Mutter, die ihn bettfertig machte, und zu der Unbeständigkeit des Schneeballs, den er in seiner Tasche trug. All diese Bilder haben mich mein ganzes Leben lang begleitet. Keats hat die Zeitlosigkeit der Kindheit eingefangen, die Art und Weise, wie ein Kind sogar eine Stadtlandschaft zu seinem Spielplatz macht. Und vor allem die schwindelerregende Vorfreude, die wir alle als Kinder hatten, in der Hoffnung, dass es in dieser Nacht schneien würde und was der Morgen bringen würde.“

## Besonderheiten
Ezra Jack Keats war einer der ersten Kinderbuchautoren in den USA, in dessen Büchern die Protagonisten People of Color sind und die eine multikulturelle Vielfalt als Normalität darstellten.

## Auszeichnungen
Das Buch gewann 1963 die Caldecott Medal.

## Referenzen
Ein Tag im Schnee wird in dem literarischen Nachschlagewerk 1001 Kinder- und Jugendbücher – Lies uns, bevor Du erwachsen bist! für die Altersstufe 5+ Jahre empfohlen. Das Buch ist außerdem in der Anthologie The Hutchinson Treasury of Children’s Literature enthalten.

## Adaptionen
- 6-minütiger, animierter Kurzfilm unter der Regie von Mal Wittman, 1965
- 38-minütiger animierter Fernsehkurzfilm, erzählt von Laurence Fishburne, 2016

## Ausgaben
- The Snowy Day. Viking Press, USA 1962 (englisch).
- Ein Tag im Schnee. St. Gabriel, 1979.
- Ein Tag im Schnee. Carl-Auer, 2020.